# Frank Thorwarth
Frank Thorwarth (ur. 22 kwietnia 1967 we Frankfurcie) – niemiecki basista thrash metalowy, znany przede wszystkim jako wieloletni basista thrash metalowego zespołu Tankard. Wraz z wokalistą Andreasem Geremią jest jedynym stałym członkiem zespołu.

## Dyskografia

### Tankard (1982-nadal)
- Zombie Attack (1986)
- Chemical Invasion (1987)
- The Morning After (1988)
- The Meaning of Life (1990)
- Stone Cold Sober (1992)
- Two-Faced (1994)
- The Tankard (1995)
- Disco Destroyer (1998)
- Kings of Beer (2000)
- B-Day (2002)
- Beast of Bourbon (2004)
- The Beauty and the Beer (2006)
- Thirst (2008)
- Vol(l)ume 14 (2010)
- A Girl Called Cerveza (2012)
- R.I.B. (2014)
- One Foot in the Grave (2017)